# Golpe de Gitarama
En el contexto de la Revolución ruandesa, el golpe de Gitarama (francés: coup d'etat de Gitarama) fue un acontecimiento ocurrido el 28 de enero de 1961, mediante el cual se abolió la monarquía del Reino de Ruanda, entonces parte del mandato belga de Ruanda-Urundi, y se instauró un sistema político republicano. La monarquía tradicional estaba encabezada por un mwami (rey), quien gobernaba a través de una administración de jefes y subjefes en el marco de un sistema feudal de relaciones patrón-cliente basadas en el tributo. El mwami y la mayoría de sus jefes pertenecían a la minoría étnica tutsi, un grupo que detentaba un considerable poder social, político y económico. En una posición subordinada se encontraba la mayoría étnica hutu. Como parte de su dominación colonial, los belgas institucionalizaron una jerarquía racial que favorecía a los tutsis en detrimento de los hutus.
Tras la Segunda Guerra Mundial, comenzó a formarse una pequeña contraélite hutu, cuyos miembros promovieron una ideología conocida como Poder hutu, que denunciaba el dominio tutsi como una forma de explotación de la mayoría por parte de extranjeros. Uno de sus principales líderes fue Grégoire Kayibanda, quien en 1959 fundó el Partido del Movimiento para la Emancipación Hutu (PARMEHUTU), una formación política que exigía el fin del dominio tutsi en la vida social, rechazaba la hostilidad hacia los europeos y defendía una democratización gradual. Al mismo tiempo, sectores conservadores tutsis crearon la Unión Nacional Ruandesa (UNAR), un partido que demandaba la independencia inmediata bajo la monarquía tutsi. Ante esta polarización, los belgas comenzaron a favorecer a la élite hutu, de fuerte carácter católico y anticomunista, en detrimento de la élite tutsi y de la UNAR, más alineadas con el anticolonialismo y el socialismo. Las tensiones políticas aumentaron notablemente tras la creación de los partidos, por lo que la administración colonial envió al coronel Guy Logiest para mantener el orden.
En 1960, la administración colonial celebró elecciones municipales, en las que triunfó el PARMEHUTU. En base a los resultados, se estableció un gobierno nacional provisional, al tiempo que se prohibió el regreso al país del mwami Kigeli V Ndahindurwa. La ONU protestó por la situación y exigió que se permitiera el regreso de Kigeli, así como una amnistía política antes de celebrar elecciones legislativas nacionales. A comienzos de 1961, el gobierno metropolitano belga dio marcha atrás y declaró que acataría las recomendaciones de la ONU: se pospondrían las elecciones, se celebrarían referéndums por separado sobre la existencia de la monarquía y la cuestión de la independencia, y se instauraría un gobierno provisional más amplio. Esta decisión enfureció a los políticos hutus, y Kayibanda se reunió con Logiest para solicitarle apoyo en la organización de un golpe que garantizara la posición del movimiento hutu.
El 28 de enero de 1961, los líderes hutus se reunieron en la ciudad de Gitarama y proclamaron la disolución de la monarquía y la creación de la «República de Ruanda». Acto seguido, formaron un nuevo gobierno con Dominique Mbonyumutwa como presidente y Kayibanda como primer ministro. El nuevo régimen expresó su voluntad de permanecer bajo la supervisión belga y su deseo de reunirse con funcionarios belgas y de la ONU. En respuesta, la administración colonial belga anunció que colaboraría con el nuevo gobierno ruandés. En abril se formó un nuevo gobierno en Bélgica, que adoptó una política de cooperación más estrecha con la ONU para mejorar su imagen y trató de ejercer un mayor control sobre la administración colonial. Aunque la cuestión de la monarquía aún no se había resuelto mediante referéndum, Ruanda funcionó como una república de facto.
En los meses previos a las elecciones legislativas ruandesas, la violencia política causó cientos de muertos y miles de desplazados. Las elecciones y el referéndum sobre la monarquía se celebraron el 25 de septiembre. El PARMEHUTU obtuvo cerca del 80 % de los votos, y la población votó abrumadoramente a favor de abolir la monarquía. Ruanda se convirtió en un Estado independiente con Kayibanda como presidente el 1 de julio de 1962.

## Antecedentes

### Situación social en Ruanda
Tras el final de la Primera Guerra Mundial en 1918, los estados vencedores se repartieron las colonias del derrotado Imperio alemán. Bélgica recibió el mandato sobre Ruanda-Urundi, dos territorios contiguos en África Oriental, bajo los auspicios de la Sociedad de Naciones. En Ruanda existía una monarquía tradicional encabezada por un mwami (rey), quien gobernaba mediante una administración de jefes y subjefes dentro de un sistema feudal de relaciones patrón-cliente basadas en el tributo. El mwami y la mayoría de sus jefes pertenecían a la minoría étnica tutsi, un grupo con considerable poder social, político y económico basado en la posesión de ganado. En una posición subordinada se encontraba la mayoría hutu, principalmente asociada a la agricultura.
Mientras que los alemanes favorecieron un sistema de gobierno indirecto que reforzaba la autoridad del mwami, la administración belga debilitó la monarquía, promovió el cristianismo y centralizó el gobierno bajo su control directo. Administrativamente, Ruanda era gobernada desde la ciudad de Usumbura, en Urundi, donde residía el gobernador de Ruanda-Urundi. Como parte de su dominio, los belgas institucionalizaron una jerarquía racial que favorecía a los tutsis. Respaldaron teorías raciales que sostenían que los tutsis eran de origen no africano y superior, dándoles acceso preferente a la educación y a cargos administrativos, mientras que los hutus eran relegados a la servidumbre económica para beneficiar los intereses de las empresas belgas. Tras la Segunda Guerra Mundial, el mandato de Ruanda-Urundi se convirtió en un territorio en fideicomiso bajo supervisión del Consejo de Administración Fiduciaria de las Naciones Unidas. Bélgica seguía administrando el territorio, pero estaba oficialmente obligada a fomentar el "progreso político" de su población.

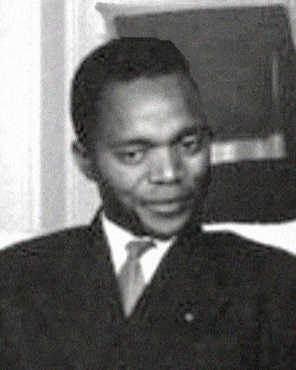
Grégoire Kayibanda, líder del Parmehutu, en 1962

En la posguerra se formó una pequeña contraélite hutu, integrada por personas que habían accedido a la educación y la publicación de ideas a través de la Iglesia católica. Esta nueva élite comenzó a promover la ideología del Poder hutu, que denunciaba el dominio tutsi como una explotación de la mayoría por parte de extranjeros. Uno de sus líderes fue Grégoire Kayibanda, ex seminarista. En octubre de 1959, Kayibanda fundó el Partido del Movimiento para la Emancipación Hutu (PARMEHUTU), que exigía el fin de la dominación tutsi en la vida social, rechazaba la hostilidad anti-europea y promovía una democratización gradual. Al mismo tiempo, sectores conservadores tutsis fundaron la Unión Nacional Ruandesa (UNAR), que reclamaba la independencia inmediata bajo la monarquía tutsi. También surgieron partidos moderados como el Rassemblement Démocratique du Rwanda (RADER), pero no lograron gran apoyo popular. La Asociación para la Promoción Social de las Masas (APROSOMA), fundada por Joseph Gitera, comenzó defendiendo los intereses de los pobres sin distinción étnica, pero al enfrentarse con las declaraciones de UNAR, se volcó cada vez más hacia la "liberación hutu". Bélgica empezó a favorecer a la élite hutu católica y anticomunista, mientras que los tutsis de UNAR se alineaban cada vez más con el anticolonialismo y el socialismo.

## Preludio
A comienzos de enero de 1961, delegados de partidos políticos de Ruanda y Burundi se reunieron en Ostende, Bélgica. No se alcanzó ningún acuerdo sobre si ambos territorios debían permanecer unificados, pero se programaron elecciones legislativas para Ruanda el 23 de enero. El 21 de enero, Bélgica cambió de rumbo y declaró que acataría las recomendaciones de la Asamblea General de las Naciones Unidas, lo que implicaba posponer las elecciones hasta junio, celebrar referéndums separados sobre la existencia de la monarquía y la cuestión de la independencia, y establecer un gobierno provisional más inclusivo. Ante la posibilidad de que se formara un gobierno de coalición con participación de la UNAR, el mwami Kigeli V Ndahindurwa hizo planes para regresar al país. Esta decisión, tomada por el gobierno metropolitano belga, enfureció a los políticos hutus y a la administración colonial. El 25 de enero, el gobernador Jean-Paul Harroy declaró que cedía la autonomía interna al gobierno provisional, alegando que esto era necesario para evitar disturbios y calmar la decepción de los hutus por el aplazamiento electoral.
En sus memorias de 1988, el coronel Guy Logiest escribió que ese mismo 25 de enero se reunió con Kayibanda. Según este relato, Kayibanda afirmó que los líderes hutus estaban preocupados por las resoluciones de la ONU —que favorecían al liderazgo tutsi— y que por ello querían "organizar un gran golpe que convenza a Usumbura y Bruselas de que la partida está decidida, y para eso necesitamos su ayuda". Logiest escribió: "No podía apoyar abiertamente un acto de rebelión, pero tampoco podía negarme a ayudarle [...] Le prometí ayudarle en la organización del encuentro para garantizar el bienestar público, alojar a los delegados, preparar el lugar del evento y proporcionar a los oradores".

## Golpe

El golpe supuso la adopción de una nueva bandera nacional.

El ministro del Interior, Jean-Baptiste Rwasibo, convocó una reunión nacional de cargos electos locales, supuestamente para debatir sobre el mantenimiento del orden ante las elecciones previstas antes de la independencia. A primera hora del 28 de enero de 1961, camiones comenzaron a trasladar consejeros comunales y burgomaestres hasta la localidad de Gitarama. En total, se congregaron 3.126 funcionarios locales. El grupo se reunió en el mercado del pueblo para escuchar a varios oradores. Unas 25.000 personas se reunieron en los alrededores como espectadores.
El primero en hablar fue Rwasibo, quien pronunció un largo discurso crítico con la monarquía, concluyendo con las preguntas: "¿Cuál será la solución al problema de la monarquía? ¿Cuándo abandonaremos el ámbito de lo 'provisional'? Corresponde a ustedes, burgomaestres y consejeros, representantes del pueblo ruandés, responder a estas cuestiones".
A continuación, Gitera habló en kinyarwanda. Declaró la abolición de la monarquía y de sus símbolos —incluido el tambor real—, y proclamó el establecimiento de la «República democrática y soberana de Ruanda». El público respondió con aplausos y vítores de "¡Viva la República!". Luego tomó la palabra Kayibanda, esta vez en francés, repitiendo la proclamación de Gitera, lo que generó más aplausos. También se introdujo una nueva bandera nacional con los colores rojo, amarillo y verde.
Los funcionarios locales actuaron entonces como una asamblea constituyente, y eligieron al presidente de la República. Tras dividirse los votos entre Kayibanda, Gitera y Balthazar Bicamumpaka, se escogió a Dominique Mbonyumutwa como candidato de consenso. También se eligió una nueva Asamblea Legislativa de 44 miembros, compuesta por 40 representantes del PARMEHUTU y 4 de APROSOMA. La multitud pidió entonces a Kayibanda que formara un nuevo gobierno. Para las 19:00, se había acordado un gabinete de diez miembros con Kayibanda como primer ministro. Asimismo, se creó un Tribunal Supremo y se promulgó una constitución republicana de 80 artículos, inspirada en la Constitución de Francia y en las de sus antiguas colonias.
La proclamación de la república provocó manifestaciones de apoyo en todo el país, especialmente en bastiones del PARMEHUTU. El nuevo régimen expresó su voluntad de continuar como territorio en fideicomiso bajo supervisión belga y manifestó su deseo de reunirse con funcionarios de Bélgica y de la ONU.

## Consecuencias
Existe consenso académico en que el golpe se llevó a cabo con la complicidad de funcionarios belgas. El politólogo René Lemarchand escribió en 1970:
«Aunque evidentemente faltan pruebas, parece incuestionable que el gobierno metropolitano cooperó estrechamente con la Residencia en la planificación del golpe […] si acaso, el residente especial debió haber recibido garantías extraoficiales del Ministerio de Asuntos Africanos de que Bruselas no interferiría en la acción que los líderes hutus estaban a punto de emprender, sin importar cuán graves fueran sus implicaciones legales».
En contraste, la especialista en estudios internacionales Aya Tsuruta escribió en 2017: «Una lectura atenta de los documentos del Archivo Nacional de los Estados Unidos revela que no es del todo correcto afirmar que Bélgica apoyó unánimemente el golpe, ya que algunos ministros belgas aparentemente no estaban al tanto de su posibilidad o, al menos, mantenían desacuerdos con la administración local».
Un telegrama de la embajada de Estados Unidos en Bélgica informaba: «es evidente que la administración belga en Ruanda (en concreto Harroy) sin duda conspiró en el golpe del 28 de enero sin consultar con Bruselas». Según ese informe, funcionarios del Ministerio de Asuntos Exteriores de Bélgica consideraban a Harroy responsable del golpe y que apenas había informado al gobierno metropolitano sobre el asunto. El telegrama también indicaba que el gobierno belga valoraba destituir a Harroy por sus acciones, aunque finalmente no lo hizo. Oficialmente, Bélgica negó haber estado implicada en el golpe, pero la ONU se mostró profundamente molesta por lo ocurrido.

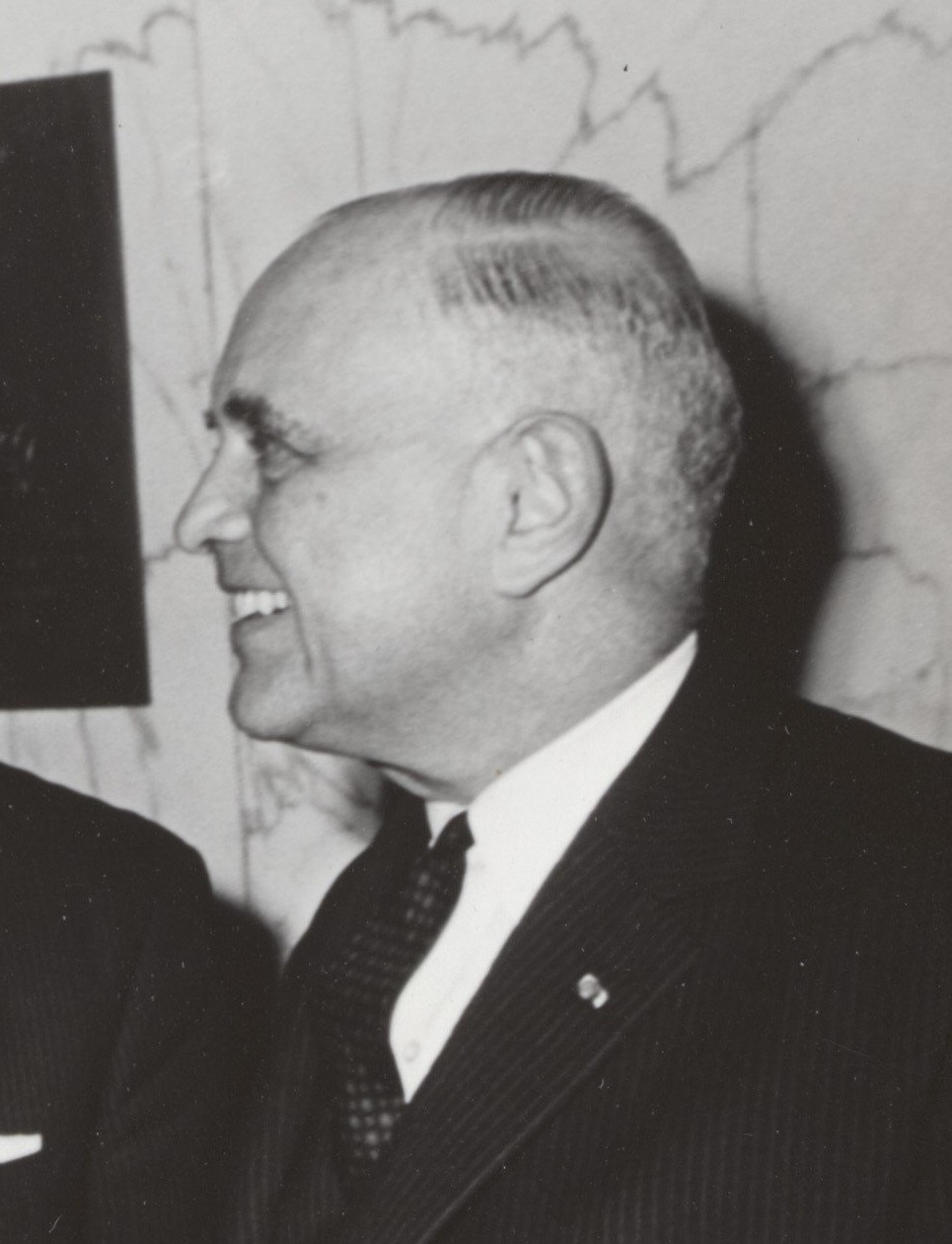
Según un telegrama diplomático estadounidense, funcionarios belgas consideraban al gobernador Jean-Paul Harroy responsable del golpe.

El 1 de febrero, la administración colonial belga anunció que, para evitar disturbios civiles, otorgaba reconocimiento de facto al nuevo régimen. Un funcionario colonial declaró:
«Si Kayibanda no hubiera hecho esto, habría habido muchos más problemas, y las Naciones Unidas habrían tenido que afrontar un desastre aún mayor».
El gobierno metropolitano belga también expresó su disposición a reunirse con los líderes del nuevo régimen.
Los dirigentes del PARMEHUTU consolidaron el control del gobierno, mientras los administradores belgas continuaban trabajando y asesoraban a los ministros del nuevo régimen. No obstante, el gobierno belga nunca reconoció la constitución de Gitarama y sostuvo que no tenía fuerza vinculante. Por su parte, los líderes ruandeses nunca publicaron ampliamente la constitución y continuaron aceptando e implementando las decisiones legislativas de la administración colonial.
Tras el golpe, Mbonyumutwa emprendió una gira de buena voluntad de tres semanas por el país para demostrar que había asumido simbólicamente el lugar del mwami. La UNAR quedó marginada por los acontecimientos y acabó dividida entre una rama interna dispuesta a participar en las elecciones y otra en el exilio que rechazaba la legitimidad del sistema político ruandés.
En abril se formó un nuevo gobierno en Bélgica y Paul-Henri Spaak, ex secretario general de la Organización del Tratado del Atlántico Norte, asumió la cartera de Asuntos Exteriores, incluyendo Asuntos Africanos. Este nuevo gobierno adoptó una política de cooperación más estrecha con la ONU para mejorar su imagen y trató de supervisar de forma más estricta a la administración colonial. Aunque la cuestión de la monarquía aún no se había resuelto mediante referéndum, Ruanda funcionaba como una república de facto. Las ideas republicanas también ganaron cierta tracción entre algunos políticos hutus en Burundi.
En los meses previos a las elecciones de septiembre de 1961, la violencia política entre miembros del PARMEHUTU, APROSOMA y UNAR causó cientos de muertos y provocó el desplazamiento de miles de personas. Las elecciones y el referéndum sobre la monarquía se celebraron el 25 de septiembre. El PARMEHUTU obtuvo casi el 80 % de los votos —una mejora respecto a julio de 1960—, mientras que la UNAR quedó en segundo lugar con el 17 %, y APROSOMA y RADER obtuvieron resultados marginales. La población votó también mayoritariamente a favor de abolir la monarquía. En octubre, la Asamblea Legislativa dominada por el PARMEHUTU eligió a Kayibanda como sucesor de Mbonyumutwa en la presidencia. Ruanda se convirtió en un Estado independiente el 1 de julio de 1962. Se adoptó una nueva constitución que reflejaba varios de los cambios introducidos tras el golpe de Gitarama; los primeros 11 artículos detallaban el carácter republicano del nuevo Estado, haciendo énfasis en la eliminación de la monarquía y en la adopción de la nueva bandera nacional.

## Obras citadas
- Carney, J.J. (2014). Rwanda Before the Genocide: Catholic Politics and Ethnic Discourse in the Late Colonial Era. Oxford University Press USA. ISBN 9780199982271.
- Kamatali, Jean-Marie (2020). Introduction to Rwandan Law. Londres: Routledge. ISBN 9781000025149.
- Lemarchand, René (1970). Rwanda and Burundi. Nueva York: Praeger Publishers. OCLC 254366212.
- Mayersen, Deborah (2014). On the Path to Genocide: Armenia and Rwanda Reexamined. Berghahn Books. ISBN 9781782382850.
- Nyrop, Richard F.; et al. (1969). Area Handbook for Rwanda. Washington D.C.: U.S. Government Printing Office. OCLC 905626482.
- Stapleton, Timothy J. (2017). A History of Genocide in Africa. Santa Barbara: ABC-CLIO. ISBN 9781440830525.
- Tsuruta, Aya (2017). «Expanding the Archival Horizon: American Archives for Researching Postcolonial Rwandan History». History in Africa 44: 265-283. ISSN 1558-2744. S2CID 164408674. doi:10.1017/hia.2017.6.
- Webster, John B. (1964). The Constitutions of Burundi, Malagasy and Rwanda. A Comparison and Explanation of East African French Language Constitutions. Occasional Paper n.º 3. Syracuse: Syracuse University. OCLC 846680671.
- Weinstein, Warren (1976). Historical Dictionary of Burundi. Metuchen: Scarecrow Press. ISBN 978-0-8108-0962-8.